# Abdelkheir El-Jaili
Abdelkheir El-Jaili (ar. الجيلى عبد الخير) – sudański piłkarz grający na pozycji obrońcy. W swojej karierze grał w reprezentacji Sudanu.

## Kariera reprezentacyjna
W 1976 roku El-Jaili został powołany do reprezentacji Sudanu na Puchar Narodów Afryki 1976. Wystąpił na nim w dwóch meczach grupowych: z Marokiem (2:2) i z Nigerią (0:1).